# NGC 817
NGC 817 je galaksija u zviježđu Ovan.

## Vanjske poveznice
- SEDS: NGC 817